# Кирилична українська рукописна писемність XI—XVII століть
Історично виділяють два періоди формування та розвитку кириличної української писемності: давньоукраїнський (так званий — давньоруський) — XI — середина XIII століття і староукраїнський — XIV—XVII століття (у цей період створювалася власне українська література, поступ її мовних засад тривав до кінця XVIII століття).

## Перший період
Кирилична писемність стала поширюватися в Київській Русі після прийняття християнства, збереглися писані старослов'янською мовою давньоукраїнської редакції пам'ятки, датовані XI століттям. Проте писемність існувала на території Київської Русі й значно раніше (наприклад, у Паннонському житії Кирила Філософа згадані Євангеліє та Псалтир, писані чертами й резами). Релігійна література писалася глаголичним та кириличним письмом, лише з часом, під впливом грецької писемної культури та завдяки посередництву й зусиллям Болгарії, офіційно закріпилася кирилиця. Церковнослов'янська мова тривалий час співіснувала та взаємодіяла з давньоукраїнською народною мовою, внаслідок цього в XI—XII століттях виробилися два стилі української писемної мови.
Перший стиль ґрунтувався на давньоукраїнській народній розмовній мові; ним писали ділові документи, історичні та художні твори, графіті, робили побутові записи на берестяних грамотах тощо. Основою другого стилю була церковнослов'янська книжна мова; ним писали канонічні та інші релігійні книги, офіційні князівські актові документи, вели церковно-монастирське діловодство тощо.
У книжній та діловій писемності використовувався уставний тип письма, поступово вироблявся й власне давньоруський орфографічний узус (загальноприйнятий звичай). Поряд з тим розвивалася перекладна література, яка відзначалася жанровим і тематичним розмаїттям, тексти релігійного змісту перекладалися адекватно, з максимальним наближенням до візантійського чи болгарського оригіналу, а історіографічні, природничі та белетристичні твори творчо перероблялися й редагувалися давньоруськими книжниками.
Пам'ятки давньоукраїнської кириличної рукописної писемності за тематикою книжного стилю і жанровими особливостями дослідники поділяють на:
1. Канонічні, біблійні та релігійні книги: Остромирове Євангеліє (1056—1057) (є найдавнішою точно датованою пам'яткою), Архангельське Євангеліє (1092), Кондакар XI століття (збірка церковних співів), Мстиславове Євангеліє (близько 1117 року), Юр'ївське Євангеліє (1119—1128), Галицьке Євангеліє (1144), Христонопільський, або Городинський, Апостол (XII століття), Холмське Євангеліє (XIII століття), Служебник Варлаама Хутинського (кінець XII — початок XIII століття) та інші;
2. Апокрифи — релігійні твори та книги, заборонені церквою (у списках XI—XII століть: «Діяння апостола Павла й Фекли», «Ходіння Богородиці по муках», «Мучення трьох отроків і Даниїла», у більш пізню добу — у Тлумачній Палеї та Палеї Історичній; сюди входять і апокрифічні книги Старого Завіту та майже три десятки Євангелій);
3. Агіографічні твори: Синайський Патерик (XI століття), Путятина мінея (XI століття), Житіє Сави Освяченого (XIII століття) та інші;
4. Твори отців церкви, або ораторсько-учительні праці видатних богословів і проповідників християнства (Івана Золотоустого, Григорія Богослова, Василія Великого, Афанасія Александрійського, Єфрема Сиріна, Івана Дамаскина, Климента Охридського та інших; виклади вчень і повчань, які зафіксовані в кодексах: Златоуст, Ізмарагд, Пчола, «Ліствиця» Івана Ліствичника (XII століття) та інших);
5. Збірники афоризмів — витяги з творів дохристиянських мислителів (Менандра, Есхіла, Софокла, Евріпіда, Демокріта, Піфагора, Діогена, Сократа та інших);
6. Природничо-наукова література, переважно енциклопедичного характеру («Шестиднев» Василія Великого, твори Григорія Назіанзина, Івана Золотоустого, Анастасія Синаїта, Іоанна екзарха Болгарського, Тлумачна Палея (XIII століття), «Християнська топографія» Козьми Індикоплова, «Фізіолог», повні списки збереглися лише з XV століття);
7. Хронографи — компілятивні хроніки всесвітньої історії (хроніка Іоанна Малали, хроніка Георгія Синкела, Георгія Амартола, хронографи «Літописця еллінського і римського», «Юдейський хронограф» (XII—XIII століття), «Хронограф по великому изложению» (XII століття) та інші);
8. Християнізовані повісті й романи, в основу яких покладені короткі житія святих (повість Йосипа Флавія «Юдейська війна», «Троянські діяння» із хроніки Іоанна Малали, «Повість про Акіра Премудрого», воїнський роман «Александрія» про життя і діяльність Александра Македонського, лицарський роман «Девгенієве діяння» та інші).

Оригінальна література розвивалася під впливом перекладної та на основі власної народної словесності. Пам'ятки давньоукраїнської рукописної оригінальної літератури дослідники поділяють на:
1. Церковні юридичні статути — кодекси права («Статут Ярослава», що став основою загальнодержавних юридичних норм, які складалися протягом XI—XII століть і утворили збірник «Руська Правда»);
2. Літописи («Початковий літописний ізвод» (1093), «Повість временних літ» (1113), Київський літопис (1200) та інші);
3. Ораторсько-учительна проза (дидактичні повчання і послання ігумена Печерського монастиря Феодосія Печерського (близько 1068—1074) — «О терпеніи и о любви», «О хожденіи к церкви и о молитвѣ», послання до князя Ізяслава Ярославича «О вѣре крестьянской и о латынстѣй» (1069), повчання ченця Георгія Зарубського (XII—XIII століття), єпископа Білгородського Григорія Філософа (перша половина XIII століття), анонімного автора «Слово нѣкоего христолюбца, ревнителя по правой вѣрѣ» та інші);
4. Ораторські твори видатних проповідників-письменників (київського митрополита Іларіона «Исповѣданіе вѣры», «Слово про закон і благодать» (1049), київського митрополита Климента Смолятича «Посланіе Фомѣ» (1147—1154) та єпископа Кирила Туровського (друга половина XII століття) «Притча о человѣческой души и о тѣлеси», «Слово на новую недѣлю по Паске», послання до ігумена Києво-Печерського монастиря Василія «Повесть о бѣлоризцѣ человѣцѣ, и о мнишествѣ, и о души, и о покаяніи»);
5. Агіографічні (проложні житія княгині Ольги та князя Володимира, «Сказаніє і страсть і похвала святим Борису та Глебу» Іакова Мніха, «Чтєніе о житії і погублєнії святую страстотерпцю [Бориса і Гліба]» Нестора літописця, визначна пам'ятка патристичної літератури Патерик Києво-Печерський);
6. Паломницькі твори, писані богомольцями, які ходили на прощу до Єрусалима, де знаходиться Гроб Господній, і до інших релігійних центрів християнства — у Палестину (Святу землю), до Константинополя й на Афон, це, зокрема, «Хождєніє ігумена Даниїла»;
7. Героїчний епос («Слово о полку Ігоревім») та одна з останніх пам'яток цієї епохи — «Моленіє Даниїла Заточника», в якій у формі послання до князя порушуються проблеми утвердження сильної князівської влади, встановлення злагоджених стосунків між самими князями та князями і боярами.

Від 1223 року почалися походи на Русь монгольських військ, наприкінці 1240 року був захоплений Київ, що призвело до розпаду Київської Русі. Після монгольської навали тільки в Галицько-Волинському князівстві, яке не зазнало повного розгрому, збереглися рукописні, переважно літературні, твори й продовжувалася писемна традиція. Українські удільні князівства підпали під довготривалу експансію сусідніх держав. Більш сприятливі обставини для культурного розвитку складалися на українських землях, що ввійшли до складу Великого князівства Литовського. На державному рівні діловодство там стало вестися давньоруською мовою, яка поступово розвинулася в так звану україно-білоруську канцелярську мову, в правописі якої на ґрунті давніх традицій виробилися власні орфограми.

## Другий період
Початок другого періоду в розвитку української писемності характеризується зміною типу письма — старший устав був замінений молодшим уставом, який трансформувався в «руський півустав», що у XV столітті був замінений південнослов'янським півуставом. Від XIV століття в діловій писемності починає використовуватися скоропис. У книжному письменстві XIII—XIV століть руйнується давньоруський правописний узус, починають вироблятися власні українські орфограми, але цей процес був затриманий другим південнослов'янським впливом, і від кінця XIV століття у правописі поєднуються давньоукраїнські, південнослов'янські та староукраїнські орфограми. Вироблена наприкінці XVI століття правописна система отримує закріплення в граматиках кінця XVI — початку XVII століть.
Накладання в XIV—XVI століттях другого південнослов'янського впливу зумовило в релігійному богослужбовому письменстві повернення до канонічності тексту й унормування правопису та значно вплинуло на розширення інших жанрів. В останній чверті XIV століття в Болгарії тирновським патріархом Євфимієм була проведена книжна реформа (її зміст викладено на початку XV століття сербським філологом Константином Костенецьким у граматичному трактаті «Сказаніє изьzвлiно w писменехь…»). Редагувалася майже вся попередня книжність, перевірялися та перероблялися старі переклади, здійснювалися нові, здебільшого з грецьких та латинських оригіналів. У цей час пожвавлюються культурні взаємозв'язки слов'янських народів, посилюється паломництво зі Східної Слов'янщини в Константинополь і на Афон, де також діють скрипторії з перегляду та виправлення релігійних текстів.
На українських землях традиції Афонської школи та реформи Євфимія Тирновського культивувалися болгарами Кипріяном: учнем і послідовником Євфимія, який 1375 року (до 1390 року) стає митрополитом Київським і Литовським, та його племінником Григорієм (Цамблаком), котрий у 1415—1418 роках був київським митрополитом у Великому князівстві Литовському.
У XV—XVI століттях перероблені біблійні та релігійні тексти привозились до Києва та інших міст ченцями з Афона й емігрантами з Болгарії і Сербії. Розвивався новий стиль — «плетіння словес». В українських книжних центрах здійснювалися нові переклади Євангелія, Апостола, Псалтиря, Служебних міней, літургійних пісень; зросло розмаїття перекладів повчальних та аскетичних творів візантійських і південнослов'янських письменників, безпосередньо тих, в яких втілювався дух філософії ісихазму (Григорія Синаїта, Філофея й Каліста, Феодосія і Євфимія Тирновських та інших).
Значно розширилися жанри перекладної літератури. Церковнослов'янською мовою української редакції були перекладені: Галицьке Євангеліє (1266—1301), Євсевієве Євангеліє (1283), Оршанське Євангеліє, Лавришівське Євангеліє та Київський Псалтир (1397), Лаврське Євангеліє (друга половина XIV століття) й інші; староукраїнською мовою здійснено переклади: у Києві 1397 року  — книгу Четьї мінеї, яка збереглася в білоруському спискові 1489 року; до кінця XV — початку XVI століття — окремих частин Біблії — книг: Пісні пісень із коментарем, пророцтв Даниїла, Притч Соломонових, Плачу Єремії, Есфір, Псалтиря; у XVI столітті — книг Святого Письма — Пересопницького Євангелія (1556—1561), Літківського Євангелія (друга половина XVI століття), Євангелія Валентина Негалевського (1581), Крехівського Апостола, Скотарського учительного Євангелія (1588), Учительного Євангелія (1604) та інших.
Значної популярності набуває ораторсько-проповідницька проза (учительні й тлумачні Євангелія, наприклад, Нягівські повчання XVI століття із Закарпаття, що дійшли в списку XVIII століття). Істотно була перероблена й доповнена видатна пам'ятка давньоруського агіографічного письменства Патерик Києво-Печерський редакції XIII століття, здійснені редакції 1406, 1460, 1462 та 1554—1555 років. Укладаються нові цикли агіографічних легенд («Зведений Патерик» — компіляція новел та анекдотів з чернечого життя, вибраних з різних перекладних патериків); здійснюються нові обробки «Шестиднева», історичних і белетристичних повістей; створюються збірники повчально-оповідного змісту (Ізмарагд у списках XIV—XVII століть, з трьох редакцій якого дві мають виразний український характер). У XVII столітті здійснюються переклади творів західноєвропейських письменників. Розвиток староукраїнської оригінальної писемності поступово набуває сили, що зумовило розширення існуючих і розвиток нових жанрів. Великого значення та популярності набувають літописи: західноукраїнські (білорусько-литовські літописи) і Короткий Київський літопис. До першої половини XVII століття належать літописи: Острозький, Львівський, Хмільницький, Густинський; до другої половини XVII століття — «Літопис Самовидця», «Кройника» (1672—1673) Феодосія Сафоновича, «Літописець» (1699) Леонтія Боболинського та інші.
Розквіт оригінальної писемності припадає на кінець XVI — початок XVII століття. Твори пишуться церковнослов'янською мовою української редакції і староукраїнською мовою (книжною, із вкрапленнями церковнослов'янізмів, та простою мовою, наближеною до народної розмовної мови). Виникають і розвиваються нові стилі: полемічний (твори Герасима (Смотрицького), Івана (Вишенського), Христофора Філалета, Стефана (Зизанія), Мелетія (Смотрицького), Іпатія (Потія), Захарія (Копистенського) та інших); науковий (лікарські посібники, т. зв. травники, граматики — анонімна «Грамматіка доброглаголиваго еллино-словенскаго языка» (1591), «Грамматика словенска» Лаврентія (Зизанія) і його словник, Грамматика Мелетія Смотрицького, «Лексикон словенороський» Памви (Беринди), словник Єпіфанія (Славинецького) й Арсенія (Корецького-Сатановського) та інших). Розвивається церковно-ораторська, повістева проза, теологічні трактати Йова (Борецького), Петра (Могили), Кирила Транквіліона (К. Ставровецького), Іоаникія (Галятовського), Антонія (Радивиловського), Димитрія Ростовського та інших). Поширюється віршування, драматичні декламації (Герасим (Смотрицький), Дем'ян Наливайко, Мелетій (Смотрицький), Гавриїл Дорофієвич, Памво (Беринда), Олександр Митура, Кирило Транквіліон, Касіян Сакович, Тарасій Земка, Іван Величківський, Климентій Зиновіїв та інших), драматичні твори — інтермедії до драми Якуба Гаватовича «Трагедія, або Образ смерті пресвятого Іоанна Хрестителя…» та інші.

## Атрибуція української середньовічної книги
Атрибуція середньовічної книги — це складна процедура, оскільки рукописні книги цього періоду є переважно недатованими, нелокалізованими та анонімними. Неатрибутоване або неправильно атрибутоване джерело фактично позбавлене можливості стати об'єктивним історичним джерелом.
В україністиці відсутнє однозначне визначення поняття українська рукописна книга. До здобуття Україною незалежності українська кодикологія з ідеологічних причин не розвивалася, оскільки в історичному книгознавстві та кодикології був відсутній комплексний системний підхід до проблеми використання атрибуційних даних орфографічних систем середньовічної східнослов'янської, зокрема української, писемності.
Ідентифікації національної приналежності рукописної книги безпосередньо сприяли палеографічно-орфографічні дослідження основного джерельного масиву рукописних книг з фондів Інституту рукопису НБУВ та відділу рукописів Львівської національної наукової бібліотеки імені В. Стефаника, рукописних фондів установ інших країн, а також приватних колекцій.
До Державного реєстру національного культурного надбання України потрапили близько 300 українських за походженням кодексів, основою для виокремлення яких, серед тисячі нелокалізованих і недатованих книг, служили локалізовані як українські, тобто точно датовані та написані церковнослов'янською мовою української редакції й староукраїнською книжною мовою уставним, півуставним і «новим українським уставним» письмом кодекси:
- Лаврське Євангеліє апракос третьої чверті XIV ст. (близько 1370 р.)
- Четья Мінея 1489 р.
- Пересопницьке Євангеліє 1556—1561 рр.

Ці складні та трудомісткі дослідження на нових засадах вирішили проблему атрибуції формування книжної джерельної бази визначеного періоду, репрезентували різні періоди розвитку орфографії середньовічної української писемності.